# Johann Gottfried Tulla
Johann Gottfried Tulla (Karlsruhe, 1770. március 20. – Párizs, 1828. március 27.) badeni születésű német mérnök, geológus, a Badeni Nagyhercegség katonatisztje, a Felső-Rajna első nagy szabályozási tervének (Rheinbegradigung) kidolgozója, és haláláig a megvalósítás irányítója.

## Életpályája

### Tanulmányai
1792–1794 között az Ansbachi őrgrófsághoz tartozó Gerabronnban tudományos és műszaki tanulmányokat folytatott Karl Christian von Langsdorfnál (1757–1834), a kor ismert matematikus-geológus-természettudósánál, aki ebben az időben a grófság sóbányáinak főfelügyelője volt. (Langsdorf néhány évvel később a göttingeni akadémia tagja és az egyetem professzora lett).
Tulla 1795-től egyetemi tanulmányokat folytatott a szászországi Freibergben. Vegyészetet és ásványtant tanult, majd Badenben állami tisztviselői szolgálatába lépett. 1801-től Párizsban folytatta műszaki tanulmányait, de másfél év múlva, 1803-ban visszarendelték szolgálattételre Karlsruhéba, ahol századossá (Hauptmann) léptették elő.

### Vízmérnöki működése
1807-ben Tulla szakértőként Svájcban dolgozott a Linth folyó szabályozásánál. Még ugyanebben az évben, 1807-ben megalapította a Karlsruhei Mérnökiskolát (Ingenieursschule), a későbbi műszaki egyetem egyik elődjét. (A mai Karlsruhei Technológiai Intézet (Karlsruher Institut für Technologie) közvetlen elődjét, a Karlsruhei Műszaki Főiskolát, a Polytechnikumot 1825-ben I. Lajos badeni nagyherceg alapította a Tulla-féle Polytechnikum, a Friedrich Weinbrenner-féle építőipari szakiskola és karlsruhei Líceum reálszakos osztályainak összevonásával, a párizsi École polytechnique mintájára). A következő években Tullát többször is előléptették, 1809-ben őrnagyi, 1814-ben alezredesi rangot kapott.
1817-ben kinevezték a badeni víz- és útépítési főigazgatóság (Oberdirektion des Wasser- und Straßenbaues) vezetőjévé. Itt tervezte meg a Dreisam folyó Freiburg im Breisgau-tól kezdődő szakaszának szabályozását, melyeket 1817–42 között valósítottak meg. A munka első szakaszait Tulla személyes irányítása mellett végezték. A folyó medrét árvízvédelmi töltések közé szorították, ennek révén csökkentették a város árvíztől való veszélyeztetettségét, és jelentős földterületet vontak mezőgazdasági művelés alá.

### A Felső-Rajna szabályozása

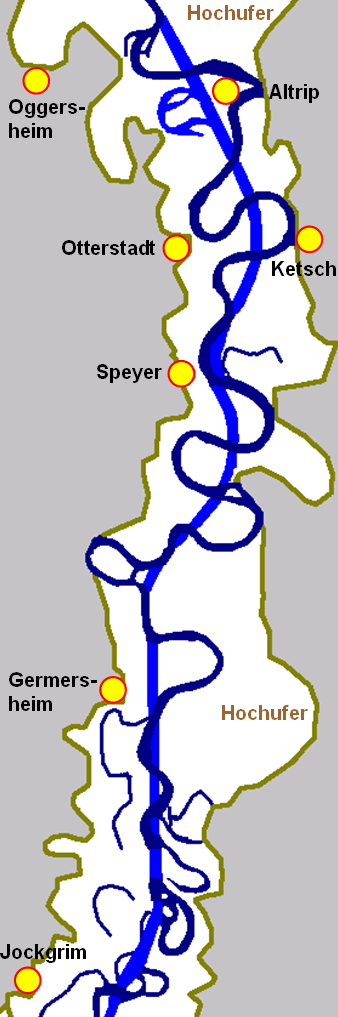
A szabályozás eredeti terve

Tulla életének legjelentősebb mérnöki teljesítménye Felső-Rajna szabályozásának (Rheinbegradigung) megtervezése volt. A Felső-Rajna a Badeni Nagyhercegség, Franciaország és a Rajnai Palotagrófság (Felső-Pfalz) határfolyója volt. A korabeli, szabályozatlan Felső-Rajna teljesen vad folyó volt, számos kanyargós, csak részben hajózható folyóággal, homokpadokkal, változatos szigetvilággal, mocsarakkal. Gyakori áradásai súlyos károkat okoztak. A mederágak változó nyomvonalai lehetetlenné tették a határvidék igazgatását. A folyó körüli széles ártér nem volt hasznosítható gazdaságilag. A koncepció első terveit Tulla már korábban, 1809-ben bemutatta uralkodójának, Károly Frigyes badeni nagyhercegnek (1728–1811). Elképzelése szerint a Felső-Rajnai síkságot Karlsuhétól északra egy újonnan kiásott mesterséges mederrel egyenesen keresztülvágnák, a folyó kanyarjait levágnák, a fő medret 200-250 méterre kiszélesítenék és kimélyítenék, partjait védőgátakkal szegélyeznék. Ettől a folyó áramlási sebessége felgyorsulna, a fenékerózió növekedne, és ez a vízszint csökkentését szolgálná.
A megvalósítás azonban a helyi hatóságok bizalmatlansága és általános pénzhiány miatt sokáig nem kezdődhetett el. Tulla éveken át szívósan egyeztetett az érdekelt badeni, franciaországi és felső-pfalzi (bajor) hatóságokkal. Komoly politikai rábeszélő- és meggyőző képességről tett tanúságot. De az áttörést csak az 1816 januári árvízkatasztrófa hozta meg, mely teljesen elpusztította Wörth am Rhein községet. 1817. április 26-án a badeni és a bajor kormány megegyezett a szabályozás megvalósításában, „költségekre tekintet nélkül”. Elhatározták, hogy Tulla tervei alapján megkezdik az átvágást és kiegyenesítést. Mindkét állam magára vállalta a saját folyóoldalán végzendő munkák költségeit. A helyi lakosság tiltakozását a kormányok katonaság bevetésével törték meg. Az éppen csak lezárult napóleoni háborúk után a német lakosok (alaptalanul) attól féltek, a határfolyó elterelése miatt lakóhelyük más állam (Franciaország) területére kerülhet.
A Tulla által tervezett átalakítás során a Felső-Rajna (Oberrhein) képe teljesen megváltozott. A kiegyenesített, kimélyített, és erős töltések közé szorított főmeder megvédte a part menti településeket a sűrűn ismétlődő árvizek ellen, új területeket nyertek építési és mezőgazdasági célokra. A folyószakasz hajózhatósága biztonságossá vált. A „régi” Rajna környezetében élőket sújtó járványos betegségek, elsősorban a „mocsárláz”-nak nevezett malária szinte teljesen megszűntek. A munkák Tulla halála után is folytatódtak (hat évtizeden át, 1876-ig). A Felső-Rajna 19. századi szabályozása lehetővé tette a Rajna hajózhatóságának későbbi meghosszabbítását fel egészen Bázelig. (Ezt a munkát 1907-ben kezdték el). A globális átalakítás nagy nyertese a folyami hajózás lett, de a halászat rovására. A 20. század közepére a negatív hatások (halpusztulások) is megmutatkoztak, és az eredeti tullai koncepciót a korszerű környezetvédelmi ismeretek alapján műszaki kompromisszumok sorával enyhítették, korrigálták.

### Utolsó évei, emlékezete
Tullát 1827-ben Franciaországban a Francia Becsületrend tisztjévé avatták.
Tulla 1828-ban hunyt el Párizsban, malária-fertőzés következtében. A párizsi Montmartre-i temetőben temették el. Sírkövén nevének franciás formája, Jean Godefroy Tulla olvasható. A kőlapra felvésték életművének egyik fontos állomását, az ún. „altripi-sarok” átvágásának térképét, amely a Felső-Rajna szabályozásának egyik, műszakilag igen nehéz műveletét, a felső-pfalzi Altrip falu melletti folyóágak rendezését ábrázolja. (A sírhely a temető 26. parcellájában, a Hector Berlioz sugárút 45. szám alatt található.
A Rajna mentén számos városban és községban utcák, közterek, iskolák viselik Tulla nevét. Karlsruhe mellett, a rajnai hajókikötő (Rheinhafen) és Maxau község között, a Rajna partján áll a Tulla-emlékmű (Tulladenkmal). Breisach am Rhein városában, az egykori várkastély területén 1874-ben Tulla tiszteletére felépítették Tulla-tornyot (Tullaturm).

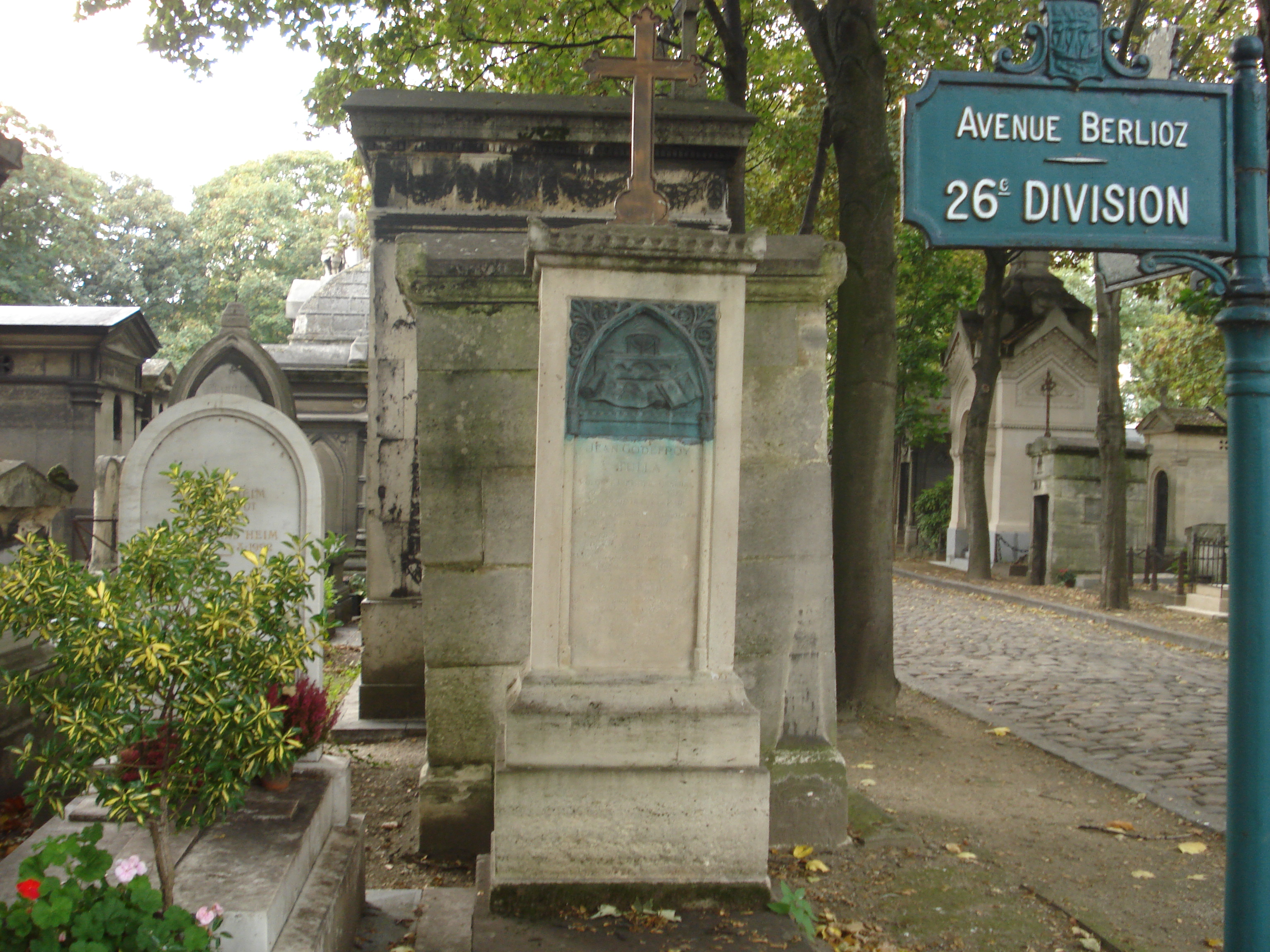
Síremléke a Montmartre-i temetőben
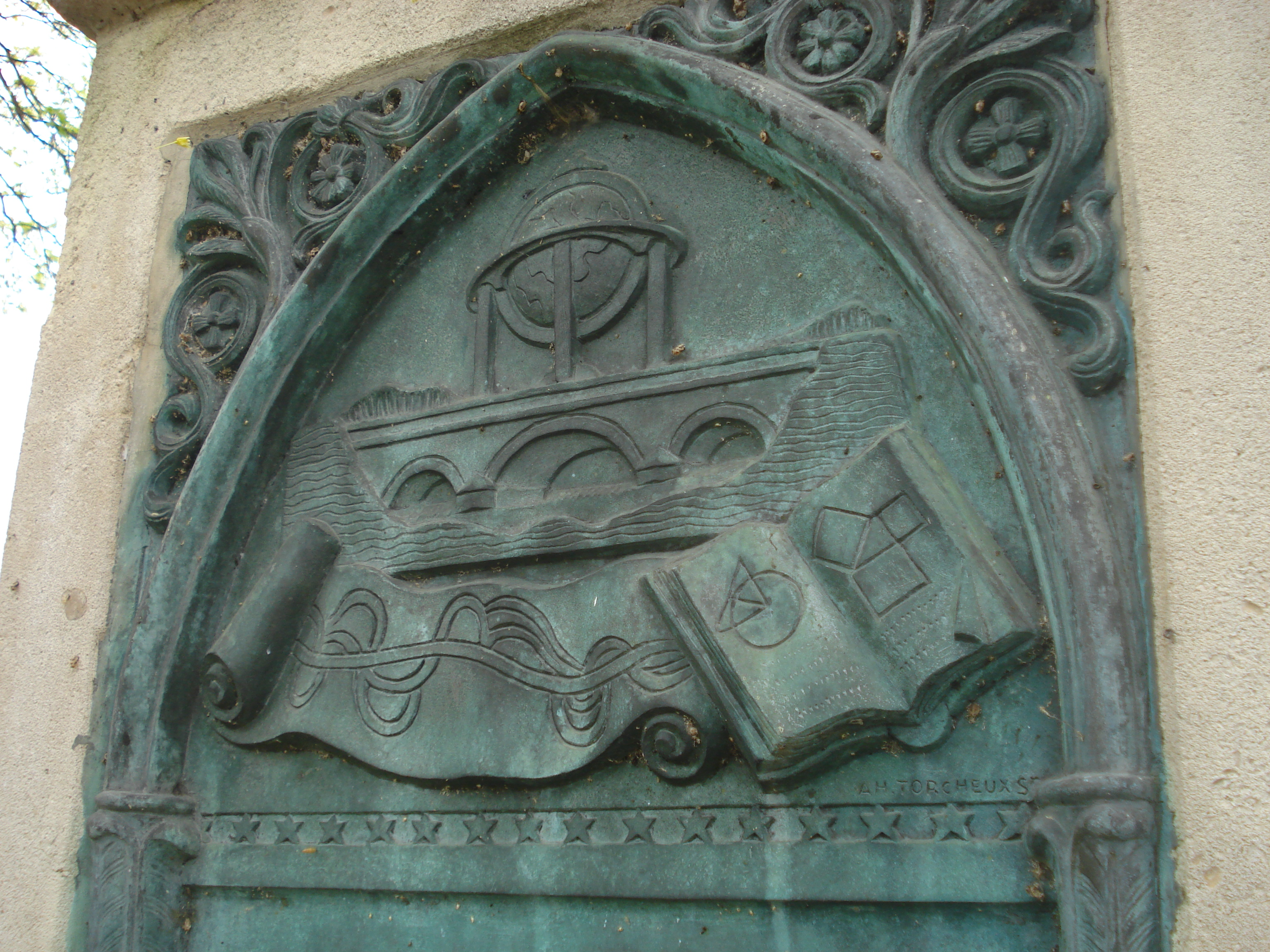
Bronztábla a síremlékén
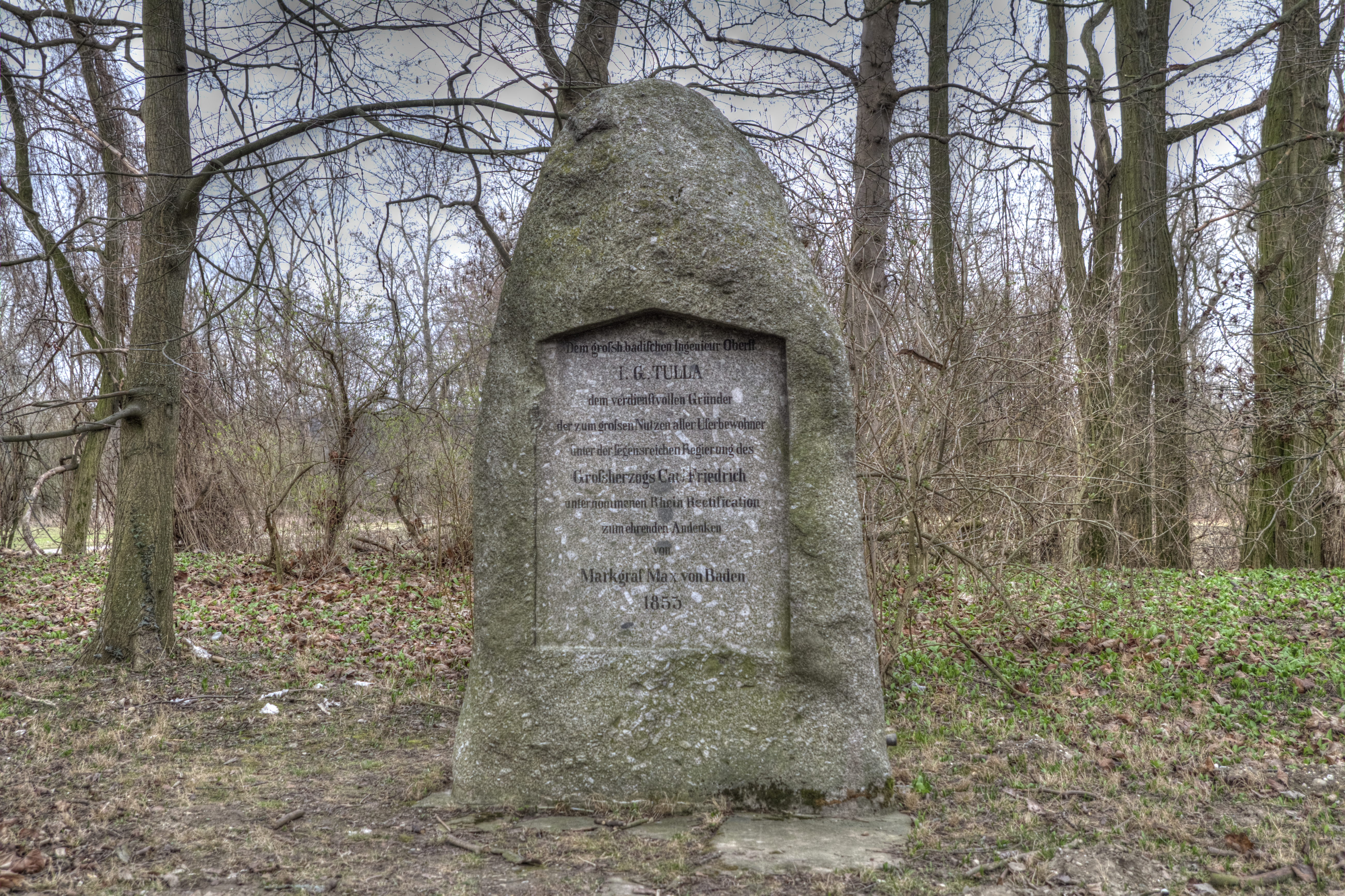
Emlékműve a Rajna-parton, Karlsruhe mellett
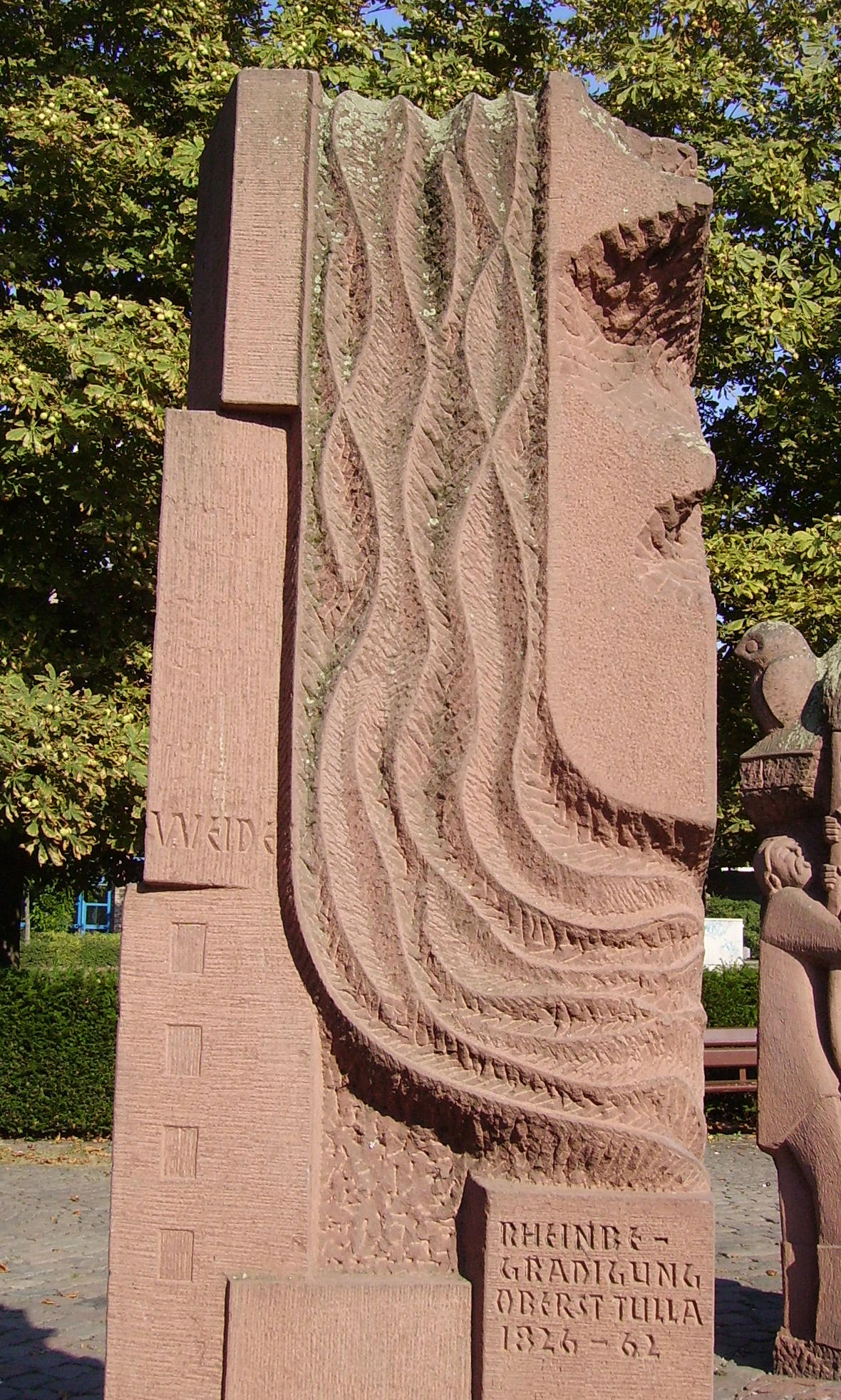
Emlékműve a rajnai Ludwigshafen Béke-parkjában
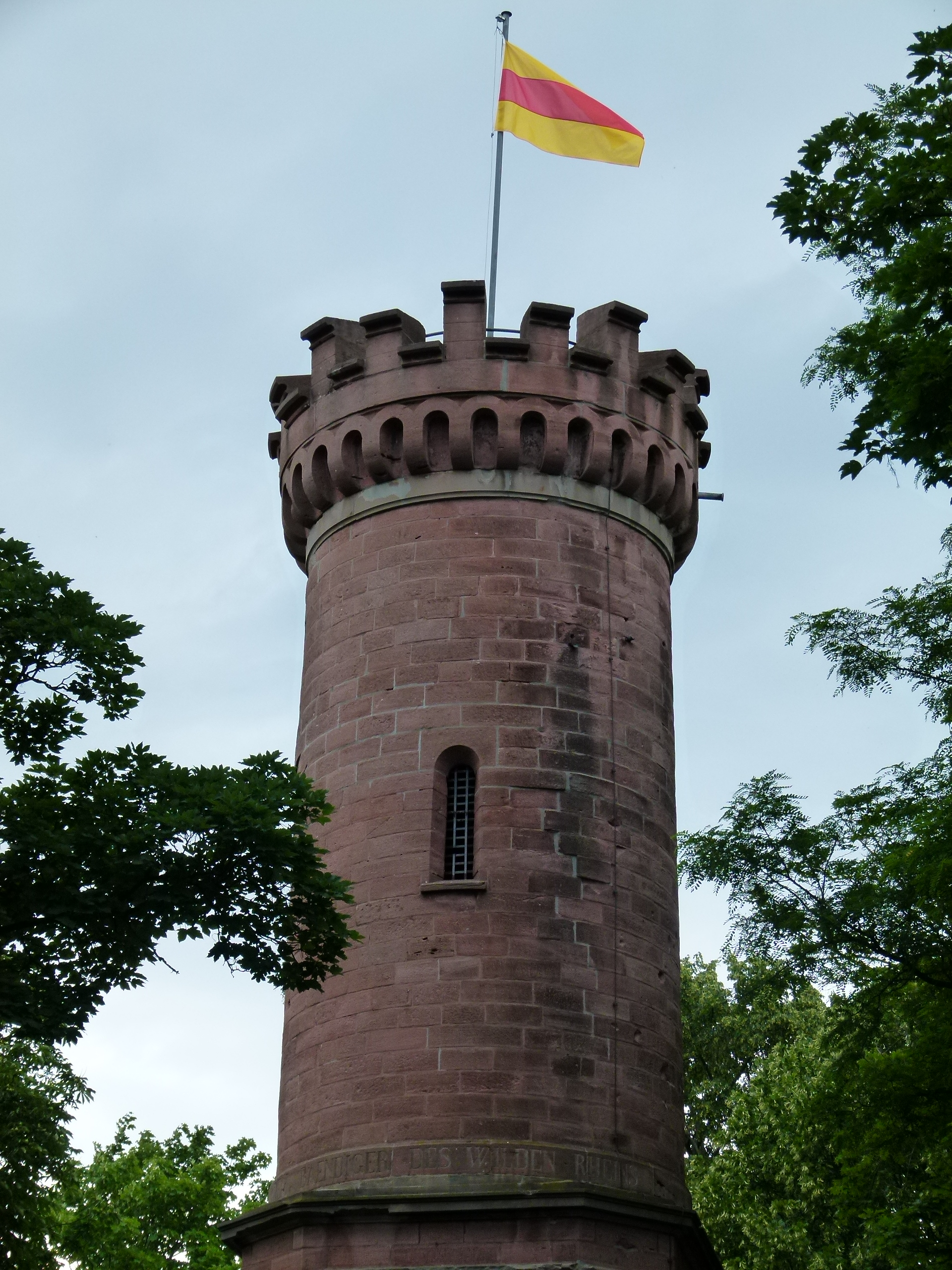
A Tulla-torony Breisachban
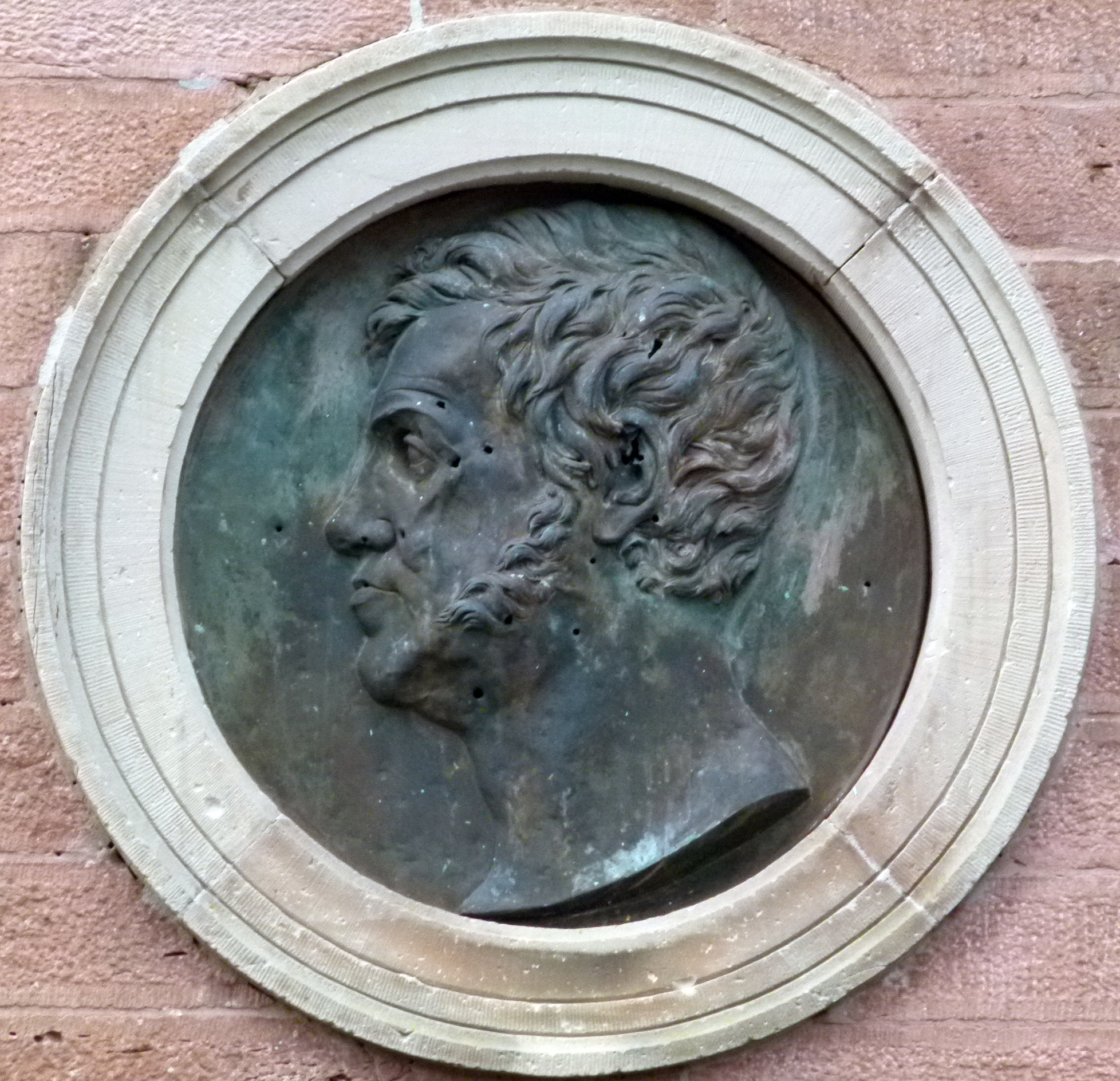
Arcképe a breisachi Tulla-toronyban

## Művei
- Charte über das Grossherzogthum Baden, 1812
- Die Grundsätze, nach welchen die Rheinbauarbeiten künftig zu führen seyn möchten, 1812
- Über die Rektifikation des Rheins, von seinem Austritt aus der Schweiz bis zu seinem Eintritt in das Großherzogthum Hessen, 1825 Digitalisat: PDF, 39 MB[halott link])

## Kapcsolódó irodalom
- 118763180 dokumentumai a Német Nemzeti Könyvtár (DNB) állományában Róla szóló irodalom a Német Nemzeti Könyvtárban (DNB)
- David Blackbourn. The Conquest Of Nature: Water, Landscape, and the Making of Modern Germany (angol nyelven). Random House (2011). ISBN 9781448114214. Hozzáférés ideje: 2018. május 5.
- David Blackbourn. Die Eroberung der Natur – Eine Geschichte der deutschen Landschaft (angolból fordította Udo Rennert), 1. Auflage (német nyelven), München: Deutsche Verlags-Anstalt / Pantheon, 105-. o. (2006 / 2008). ISBN 978-3-421-05958-1 / 978-3-570-55063-2
- Heinrich Cassinone. Johann Gottfried Tulla, der Begründer der Wasser- und Straßenbauverwaltung in Baden (német nyelven). Karlsruhe: C. F. Müller (1929)
- Eberhard Henze. Technik und Humanität. Johann Gottfried Tulla (német nyelven). Mannheim: Quadrate (1989)
- szerk.: Emil Mosonyi: Johann Gottfried Tulla. Ansprachen und Vorträge zur Gedenkfeier und Internationalen Fachtagung über Flussregulierungen aus Anlass des 200. Geburtstages (német nyelven). Karlsruhe: Theodor-Rehbock-Flusslaboratorium (1970)
- Arthur Valdenaire. Tulla (német nyelven). Karlsruhe: Braun (1928)
- Norbert Rösch (2009). „Die Rheinbegradigung durch Johann Gottfried Tulla” (német nyelven). zfv – Zeitschrift für Geodäsie, Geoinformation und Landmanagement, Augsburg (Heft 4/2009), 242–248. o, Kiadó: Wißner-Verlag. ISSN 1618-8950.
- Clemens Kieser (2003). „„Kein Strom oder Fluss hat mehrere Arme nöthig”. Denkmale zum Gedenken an Johann Gottfried Tulla, den „Bändiger des wilden Rheins”.” (német nyelven) (PDF). Denkmalpflege in Baden-Württemberg 32 (Heft 3.), 231–234. o. (Hozzáférés: 2018. augusztus 5.)
- Philipp Jakob Scheffel: Nekrolog auf Johann Gottfried Tulla. G. Braunsche Hofdruckerei, Karlsruhe, 1830